# آية تاكانو
آية تاكانو (باليابانية: タカノ綾) هي رسامة توضيحية ورسامة ومانغاكا يابانية، ولدت في 22 ديسمبر 1976 في سايتاما في اليابان.